# Kerkenveld
Kerkenveld est un village néerlandais de la commune de De Wolden, situé dans la province de Drenthe. Le 1er janvier 2020, la population s'élevait à 870 habitants.